# Кредитна історія
Кредитна історія — сукупність інформації про юридичну або фізичну особу, відомостей про виконання нею зобов'язань за кредитними правочинами та іншої відкритої інформації.

Зазвичай, кредитні історії ведуть бюро кредитних історій, які створюються виключно для цього виду діяльності. За законами України інформація щодо кредитної історії надається банкам, небанківським фінансовим установам та іншим суб'єктам господарської діяльності, що надають послуги з відстрочкою платежу або майно в кредит.
Кредитна історія містить:
- відомості, що ідентифікують особу;
- відомості про грошові зобов'язання суб'єкта кредитної історії;
- інформацію про суб'єкта кредитної історії, яка складається із сукупності документованої інформації про особу з державних реєстрів, інших баз даних публічного користування;
- відомості про операції з інформацією, яка складає кредитну історію.

У кредитних історіях заборонено збирати та зберігати інформацію щодо:
- національності, расового та етнічного походження;
- релігійних та філософських переконань;
- політичних поглядів, членства в партіях або інших об'єднаннях громадян.

## Бюро кредитних історій в Україні
2011 року в Україні діяло три бюро кредитних історій:
- Перше всеукраїнське бюро кредитних історій (ПВБКІ)
- Українське бюро кредитних історій (УБКІ)
- Міжнародне бюро кредитних історій (МБКІ)